# Europäische Bücher
Europäische Bücher ist eine schwerpunktmäßig pazifistische Buchreihe, die im Max Rascher Verlag in Zürich erschien. Die Reihe erschien in den Jahren 1918 bis 1922 und umfasst über zwei Dutzend Bücher.

## Kurzeinführung
In der deutschsprachigen Sammlung mit internationalen und deutschsprachigen Werken sind einige Klassiker des Pazifismus erschienen, darunter die deutsche Übersetzung von Le feu (Das Feuer) von Henri Barbusse und Requiem für die Gefallenen von Europa von Iwan Goll und Andreas Latzkos Menschen im Krieg, verschiedene Bücher, die in den Heimatländern ihrer Verfasser auf Probleme stießen. Auch Der Mensch ist gut von Leonhard Frank beispielsweise war im Deutschen Reich und in Österreich-Ungarn aufgrund der Militärzensur verboten, wurde aber illegal verbreitet.
Die Sammlung Menschen im Krieg von Andreas Latzko war als erster Band der Reihe erschienen.
Eine andere Reihe des Verlages war die Europäische Bibliothek, beide bezogen für den Schweizer Standpunkt Position:

„Rascher verstand diesen Standpunkt zugleich als europäischen Standpunkt: Hier in der Schweiz sollten [ ] die wirklichen geistigen Führer Europas, die vom Wahnsinn des Hasses noch nicht befallen waren, einen Sammelpunkt erhalten, der ihnen ihre Ansichten frei zu äussern gestattete. In diesem Geiste wurden die Buchreihen Europäische Bibliothek und Europäische Bücher ins Leben gerufen, in denen pazifistische Literatur aus allen europäischen Ländern erscheinen konnte. Um den Schweizer Verlag finanziell und rechtlich nicht zu gefährden, wurde 1917 mit Geld von Paul Cassirer und unter Mitarbeit von René Schickele der Max Rascher Verlag, Zürich, gegründet[.]“

1922 trennten sich der Rascher Verlag und Paul Cassirer.

## Bände (Auswahl)
Die folgende Übersicht zur Sammlung Europäische Bücher erhebt keinen Anspruch auf Aktualität oder Vollständigkeit:
- Leonid Andrejew: Das Joch des Krieges.
- Albert S. Asséo: Das Massengrab.
- Henri Barbusse: Das Feuer.
- Henri Barbusse: Klarheit.
- Cornelius Johannes Antonius van Bruggen: Das zerstörte Ameisenreich.
- Cornelius Johannes Antonius van Bruggen: Das Reich Gottes in Sibirien.
- Briefe eines Soldaten (Lettres d’un soldat; dt.)
- Georges Duhamel: Leben der Märtyrer.
- Georges Duhamel: Der Besitz der Welt.
- Leonhard Frank: Der Mensch ist gut.
- Alfred Hermann Fried: Mein Kriegstagebuch. (4 Bände)
- John Galsworthy: Jenseits.
- Just Havelaar: Vincent van Gogh.
- Andreas Latzko: Friedensgericht.
- Andreas Latzko: Menschen im Krieg.
- Maurice Maeterlinck: Pfade im Gebirge.
- Thomas More: Utopia.
- K. M. Oberutschew[4]: Die Morgenröte.
- Romain Rolland: Beethoven.
- Romain Rolland: Das Leben G. F. Händels.
- Romain Rolland: Michelangelo.
- Romain Rolland: Den hingeschlachteten Völkern!
- Paul Sabatier: Leben des Heiligen Franz von Assisi.
- Bernard Shaw: Die Geliebte Shakespeares und andere Essays.
- Leo Tolstoi: Tagebuch 1895–1899.
- H. G. Wells: Mr Brilling’s Weg zur Erkenntnis.
- Karl Zimmermann: Der Hauptmann Deutschle.